# 박미란
박미란 ( 6월 15일 ~ )은 대한민국의 모델, MC, 배우, 디자이너, 화가이다.

## 경력
박미란은 2015년 10월 27일 ~ 현재 한글세계화운동협회 홍보대사로 위촉되었다.

박미란은 2012년 7월 14일 보령머드축제 홍보대사로 선정되었다.

## 출연 작품

### 광고
| 연도                           | 기업 및 제품명        | 품목                        | 참고                        |
| ------------------------------ | --------------------- | --------------------------- | --------------------------- |
| 2011                           | 베르야 중국           | 화장품                      | 화보 촬영, 광고 촬영        |
| 2012                           | 기아자동차 쏘렌토R    | 자동차                      | 화보 촬영, 유투브 광고 촬영 |
| 2012                           | 베르야 중국           | 화장품                      | 화보 촬영, 광고 촬영        |
| 2012                           | 키스네일              | 악세서리                    | 화보 촬영                   |
| 2012                           | 오르비스              | 화장품                      | 지면 촬영                   |
| 2012                           | 얼가닉                | 화장품                      | 화보 촬영                   |
| 2012                           | 유한 킴벌리 하기스    | 생활용품                    | TV 광고 촬영                |
| 2013                           | 코리아테크 소다스트림 | 전자기기                    | 지면 촬영                   |
| 2013                           | 자연과 한의원         | 의료                        | 화보 촬영, 유투브 광고 촬영 |
| 2014                           |                       |                             |                             |
| 미구하라 b.p크림               | 화장품                | 화보 촬영, 유투브 광고 촬영 |                             |
| 롯데 기공 FEELINX 필링스       | 전자기기              | 광고 촬영                   |                             |
| 클푸 알러지케어                | 침구                  | 화보 촬영, 유투브 광고촬영  |                             |
| 퀀치코리아 미스터핑크 탄산음료 | 음료                  | 화보 촬영                   |                             |

## 수상
- 2010년 월드 미스 유니버시티 한국대회 1위 지(智)[12]
- 2010년 월드 미스 유니버시티 세계대회 베스트 전통의상상[13][14]

### 내용주
1. ↑  뉴쏘렌토R 소셜무비를 출연했다.
2. ↑  베르야를 1년 더 연임하면서 모델로 기용되었다.
3. ↑  롯데 기공 ‘필링스 제습기’ 광고모델로 발탁되었다.

### 참조주
1. ↑  정시연 (2011년 9월 2일). “모델 박미란, 편안한 공항패션 선보여”. 한국경제. 2013년 7월 15일에 확인함.[깨진 링크(과거 내용 찾기)]
2. ↑  김지일 (2013년 1월 8일). “‘배우 박미란, 고혹적인 여인의 향기가 ‘물씬~’”. W스타뉴스. 2013년 6월 14일에 확인함.[깨진 링크(과거 내용 찾기)]
3. ↑  강선일 (2015년 10월 29일). “월드미스유니버시티 출신 박미란, 한글세계화운동본부 홍보대사 위촉”. 대구신문. 2015년 10월 29일에 확인함.
4. ↑  전효진 (2015년 11월 2일). “‘월드미스’ 박미란, 한글세계화운동본부 홍보대사 위촉”. 스포츠동아. 2015년 11월 2일에 확인함.
5. ↑  오효진 (2015년 11월 2일). “미스유니버시티 출신 박미란, 한글세계화운동 홍보대사 위촉”. 스포츠투데이. 2016년 3월 5일에 원본 문서에서 보존된 문서. 2015년 11월 2일에 확인함.
6. ↑  이철현 (2015년 11월 2일). “월드미스유니버시티 출신 박미란, 한글세계화운동 홍보대사 위촉”. 아시아투데이. 2016년 3월 4일에 원본 문서에서 보존된 문서. 2015년 11월 2일에 확인함.
7. ↑  김강유 (2012년 7월 15일). “박미란, 아름다운 보령머드축제 홍보대사”. 한경닷컴. 2015년 6월 5일에 확인함.
8. ↑  김강유 (2012년 7월 15일). “보령머드축제 홍보대사 위촉패 수여받는 모델 박미란”. 한경닷컴. 2012년 7월 15일에 확인함.
9. ↑  민경자 (2012년 7월 18일). “박미란, 뉴쏘렌토R 소셜무비 출연 '오토캠핑장에선 무슨일이?'”. 한국경제. 2012년 7월 18일에 확인함.
10. ↑  “박미란, 중국 신제품 화장품 메인모델로 발탁되어 눈길”. 한국경제. 2012년 4월 2일. 2012년 4월 2일에 확인함.
11. ↑  “박미란, 롯데 기공 ‘필링스 제습기’ 광고모델로 발탁”. w스타뉴스. 2014년 5월 21일. 2015년 3월 1일에 확인함.[깨진 링크(과거 내용 찾기)]
12. ↑  “'미스월드' 박미란 매력은? '눈부신 미소'”. OSEN. 2010년 9월 2일. 2015년 6월 5일에 확인함.
13. ↑  조종원 (2011년 7월 3일). “고별행진하는 2010년도 지덕체”. 뉴시스. 2015년 6월 5일에 확인함.
14. ↑  임수지 (2011년 9월 1일). “‘2010 미스 유니버시티 한국 대표’ 박미란 “선배님인 아나운서...’”. 한국경제. 2015년 6월 5일에 확인함.[깨진 링크(과거 내용 찾기)]